# Philharmonia (série télévisée)
Pour les articles homonymes, voir Philharmonia.
Philharmonia est une mini-série télévisée française, en six épisodes, créée par Marine Gacem et réalisée par Louis Choquette, diffusée en Belgique du 17 au 31 janvier 2019 sur La Une, en Suisse du 18 janvier au 1er février 2019 sur RTS Un et en France du 23 janvier au 6 février 2019 sur France 2.

## Synopsis
Après 20 ans d'absence, Hélène Barizet, brillante cheffe d'orchestre atypique, est de retour pour prendre la tête du Philharmonia : Orchestre National. La Maestro est bien décidée à transmettre sa passion et à sauver l'orchestre dans la tourmente.

## Distribution
Sauf indication contraire, les informations mentionnées dans cette section peuvent être confirmées par la base de données cinématographiques IMDb,  présente dans la section « Liens externes ».
- Marie-Sophie Ferdane : Hélène Barizet (cheffe)
- Lina El Arabi : Selena Rivière (Premier violon)
- Laurent Bateau : Léopold Saint-Just
- François Vincentelli : Yvan Borowski (percussionniste)
- Charlie Bruneau : Agathe Robinson (corniste)
- Tom Novembre : Vladimir Gregoriu (violoniste)
- Guillaume Dolmans : Peter Faulkner
- Jacques Weber : Jean Barizet
- Véronique Jannot : Professeur Badiou
- Ambre Larrazet : Harpiste
- Céline Spang : Violoniste
- Laurence Barzyk : Violoniste
- David Naulin : Premier violon
- Renaud Cathelineau : Contrebassiste
- Tomer Sisley : Rafaël Crozes
- Audran Cattin : Mattéo Borowski
- Béatrice Jeuffroy : Violoncelliste
- Olivier Chantreau : Jeff Moretti (hautboïste)
- Marie Vincent : Anne Rivière
- Hélène Giraud : Flûtiste
- Suzanne Rault-Balet : Sonia Fayman
- Xavier Robic : Fabrice Renault
- Annouck Eudeline : Corniste
- Bryan Trésor : Idriss
- Brenda Clark : Femme régie
- Pierre Rousselet : Chef de chantier
- Frédéric Lodéon : lui-même
- François Bureloup : Julien Giacomo (Maestro)
- Nathalie Roussel : Suzanne Barizet
- Martin Barral : Georges Belvaux
- Marc Pierret : Sébastien Toulouse
- Frédéric Bouteille : Basson
- Carine Morel : Sourde
- Agnès de Tyssandier : Employée chez Rafaël
- Déborah Benisty : Sourde
- Hervé Bwasi-Lbaya : Sourd
- Jean-Paul Dix : Douanier
- Marie Lagrée : Douanière
- Bachir Saïfi : Sourd
- Alex Lajoie : Médecin Pompier
- Rodolphe Boucher : Sourd
- Cyrus Huault : Sourd
- Clément Pillon : Pompier
- Daniel Semporé : Interne Hôpital
- Mathilde Wambergue : Secrétaire Léopold
- François Pérache : Comptable Léopold
- Anne-Victoire Olivier : Attachée de presse
- Marc Voinchet : Adjoint Léopold
- François Bernard : Fabrice Renault

## Production

### Genèse
La comédienne Marie-Sophie Ferdane raconte, dans une interview à Télépro, la genèse de la série : « Passionnée de musique, la productrice Rose Brandfort Griffith a, par hasard, eu l'occasion d'observer le fonctionnement d'un orchestre philarmonique [sic]. Elle s'est rendu compte que c'était une microsociété avec ses codes, ses cadres et ses tribus, ce qui constituait la base idéale d'une arène de fiction. Et, comme il existe très peu de femmes chef d'orchestre, à partir de ce personnage central, la scénariste Marine Gacem [...] a eu l'idée d'imaginer une histoire sur la transmission d'une passion dans un environnement précis. »

### Tournage
Les scènes de concerts et de répétitions sont tournées dans l'auditorium Pierre Boulez de la Philharmonie de Paris avec l'Orchestre national d'Île-de-France.
Plusieurs scènes sont tournées au bout du square du Vert-Galant, à deux pas du pont Neuf sur l'île de la Cité.
La famille adoptive de Selena Rivière, dans l’œuvre fictive, habite et travaille dans le Bar Tabac Le Saint Georges de Palaiseau.

### Musique
La série se déroulant dans l'univers de la musique classique, la musique y tient une place importante. Elle mêle des airs classiques comme Les Quatre Saisons de Vivaldi à des airs plus pop comme Boys Don't Cry de The Cure ou la musique de Mission impossible. Entraînés, les musiciens de l'orchestre jouent réellement. Les seconds rôles sont des musiciens professionnels. Marie-Sophie Ferdane et Lina El Arabi pratiquent le violon depuis de nombreuses années.
Pour être crédible dans le rôle, Marie-Sophie Ferdane a été aidée par le chef d'orchestre Christophe Dilys, qui a travaillé toutes les partitions avec elle. Les autres acteurs ont également été coachés. Aucune doublure n'a été réalisée.

### Fiche technique
- Titre original : Philharmonia
- Créateur : Marine Gacem
- Réalisation : Louis Choquette
- Scénario : Marine Gacem et Clara Bourreau
- Décors : Philippe Hézard
- Photographie : Pénélope Pourriat
- Son : Philippe Welsh
- Montage : Sébastien Prangère et Louise Decelle
- Musique : Eduardo Noya Schreus et Étienne Perruchon
- Production : Rose Brandford Griffith ; Alain Bonnet (producteur exécutif)
- Société de production : Merlin Productions ; France Télévisions (coproduction)
- Société de distribution : France Télévisions
- Format : couleur
- Genre : drame, thriller
- Durée : 52 minutes
- Dates des premières diffusions :
  - Festival de la fiction TV de La Rochelle 2018 : 14 septembre 2018, épisodes 1 et 2, hors compétition[6]
  -  Belgique : du 17 au 31 janvier 2019 sur La Une[7]
  -  Suisse : 18 janvier au 1er février 2019 sur RTS Un[8]
  -  France : 23 janvier au 6 février 2019 sur France 2

### Accueil critique
Pour le magazine belge Moustique, « le binôme [la scénariste Marine Gacem et le réalisateur Louis Choquette] et le compositeur Étienne Perruchon ont réussi à donner une véritable amplitude à la musique classique » dans une série qualifiée de « thriller psychologique musical ». Il juge aussi le casting « étonnant, pour ne pas dire osé ». Télé-Loisirs félicite « France 2, qui a pris un pari risqué mais relevé haut la main en programmant en prime time une fiction sur la musique classique ». Le Figaro parle d'« un voyage envoûtant et haletant dans ses arcanes « jugés, à tort, ennuyeux et élitistes » ». Le journal suisse Le Temps est, lui, très sévère. Il reproche aux scénaristes de vouloir trop en faire : « Philharmonia finit par perdre sa mélodie, et son propos ». Les personnages ne sont pas davantage épargnés : « Hormis le père, personne n’est attachant [...]. Surtout pas son héroïne, et pas non plus les protagonistes qui l'entourent. Cela pourrait constituer une originalité. C’est surtout la preuve d’un délitement du projet. »